# Tamás Margl
 (septembre 2017).
Si vous disposez d'ouvrages ou d'articles de référence ou si vous connaissez des sites web de qualité traitant du thème abordé ici, merci de compléter l'article en donnant les références utiles à sa vérifiabilité et en les liant à la section « Notes et références ».
Tamás Margl (né à Budapest le 18 juin 1976) est un ancien sauteur en longueur et bobeur hongrois.
Margl faisait partie du club sportif Tatabányai SC. Il a participé aux Jeux olympiques d'été de 2004 et aux Jeux olympiques d'hiver de 2006, sans obtenir aucune médaille.